# Олещинский, Северин Яковлевич
Северин Яковлевич Олещинский (пол. Sewerin Oleszczyński; 1801 — 1876, Варшава) — польский каллиграф, литограф, иллюстратор, художник-портретист.

## Биография
Родился в семье мирового судьи. Известными художниками были два его брата — график, гравёр и портретист Антоний (1794—1879) и скульптор и график Владислав (1807—1866) Олещинские.
Образование получил в Опольской гимназии. Не окончив гимназического курса, С. Олещинский поступил на службу в мировой суд Казимирского уезда, откуда в 1815 г. перебрался в Варшаву, где занимал небольшие чиновничьи должности и посещал курсы рисования при Варшавском университете. В 1825 г. был отправлен на 2 года во Францию и Германию для усовершенствования в литографском искусстве. Учился у Казимира Олещинского, выпускника Императорской академии художеств, академика гравирования на меди и стали, пенсионера Академии, оставшегося жить во Франции.
По возвращении из-за границы, в 1833 г. он поступил на службу в Польский банк, где с 1837 по 1862 год служил директором литографии, значительно её усовершенствовал и стал известен многими своими изобретениями в области литографии. По рекомендации Яна Пиварского, заведующего кафедрой гравюры Варшавского университета, создал графический альбом в технике цинкографии.
Автор сочинений по каллиграфии.

## Избранные публикации Олещинского
- «Польская, русская, французская и немецкая каллиграфия». 3 части (21 изд.) 1843 г.;
- «Прописи русские, французские, немецкие и итальянские» (Wzory pism rosyjskich, francuzkich, niemieckich i włoskich);
- Wybór ozdób kalligrajicznych (1848);
- Мара instytutòw religijnych i naukowych w Kròlewstwie;
- Мара Rosji Furopejskiej 1835 и др.

## Галерея

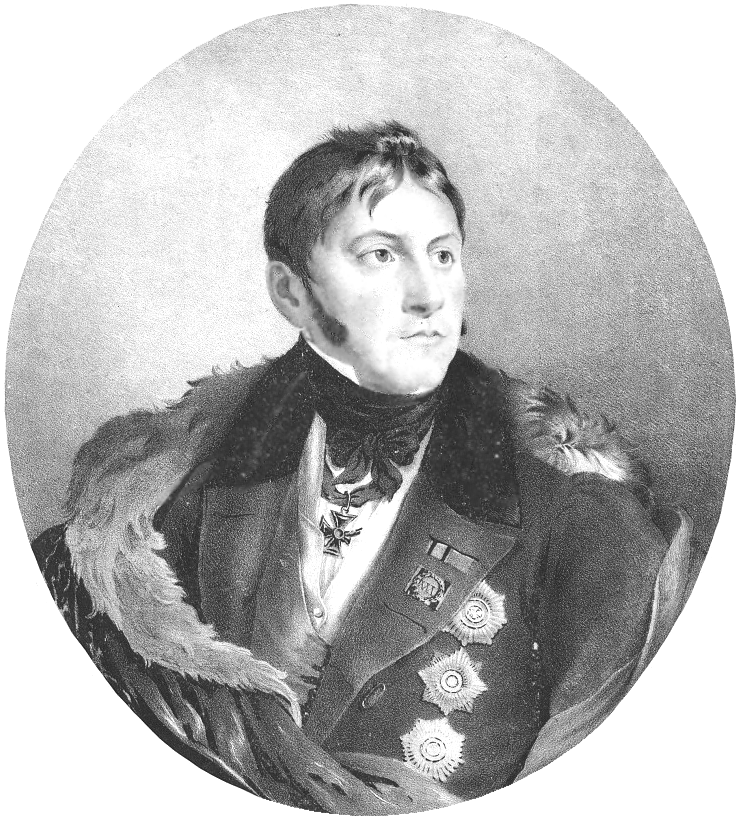
Ксаверий Косецкий
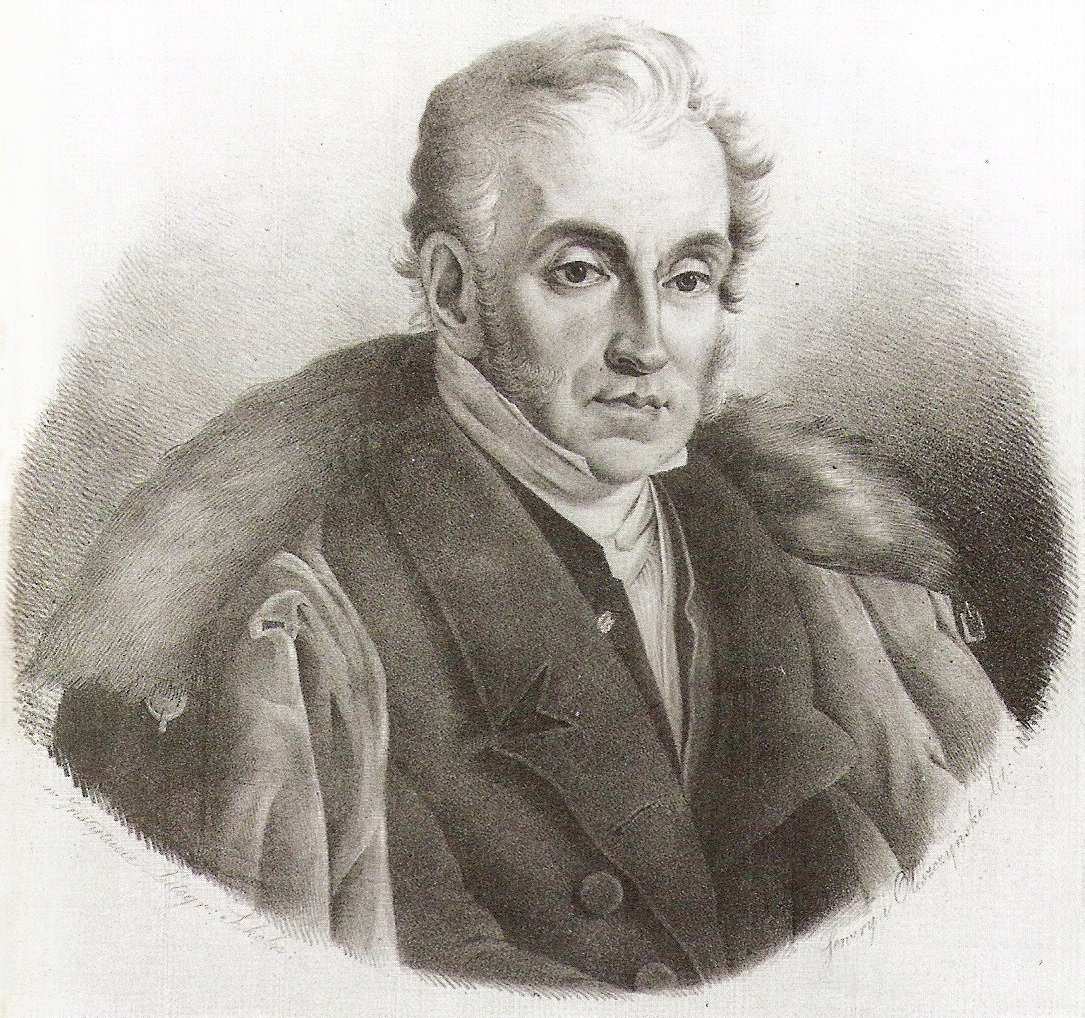
Адам Ежи Чарторыйский
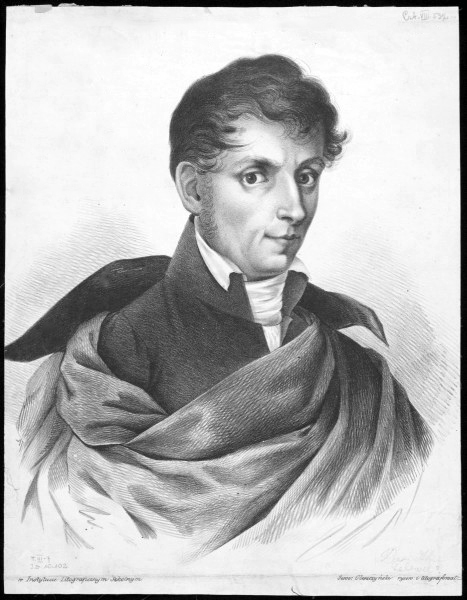
Иоахим Лелевель
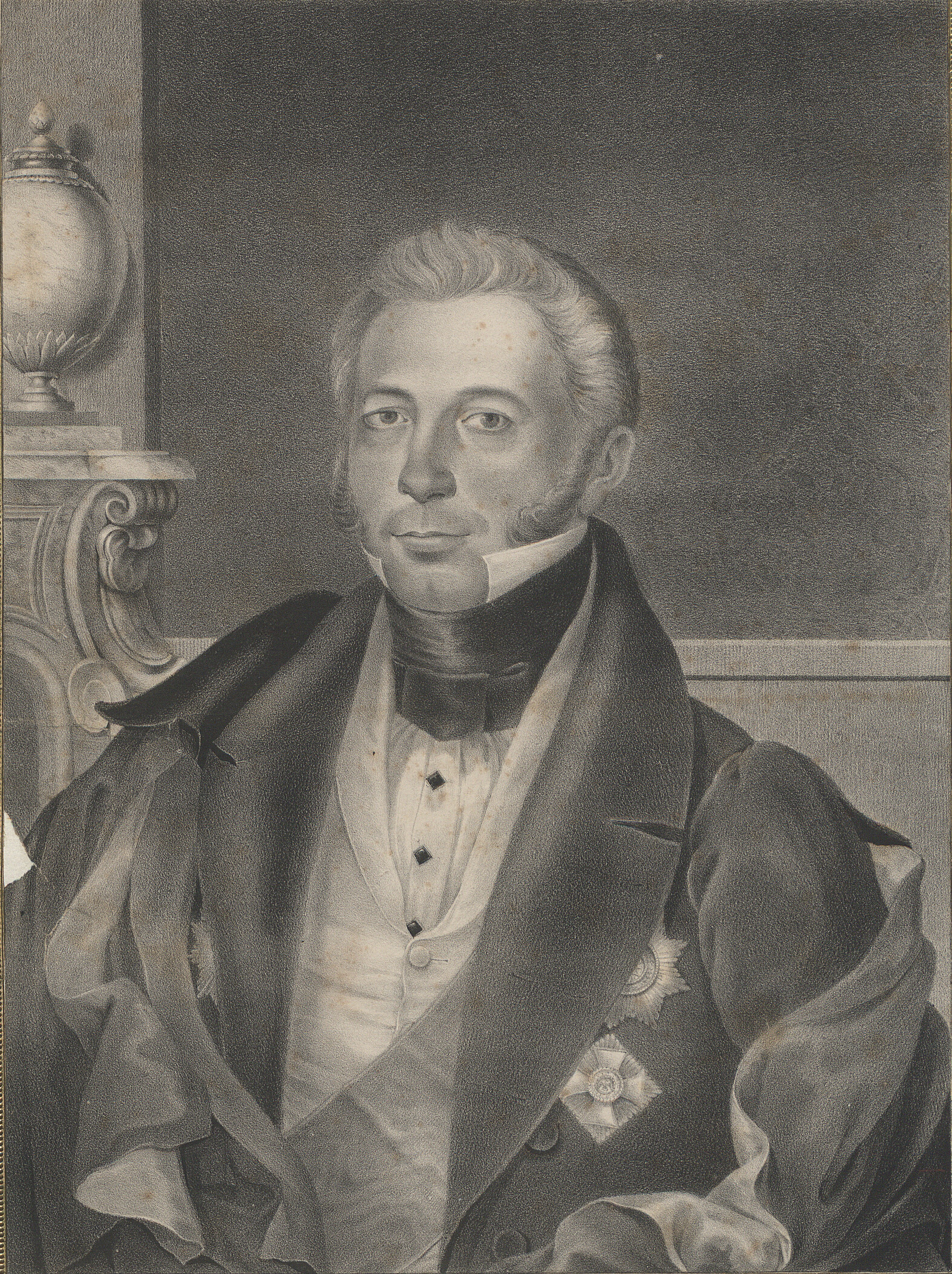
Юзеф Любовицкий (польск.)
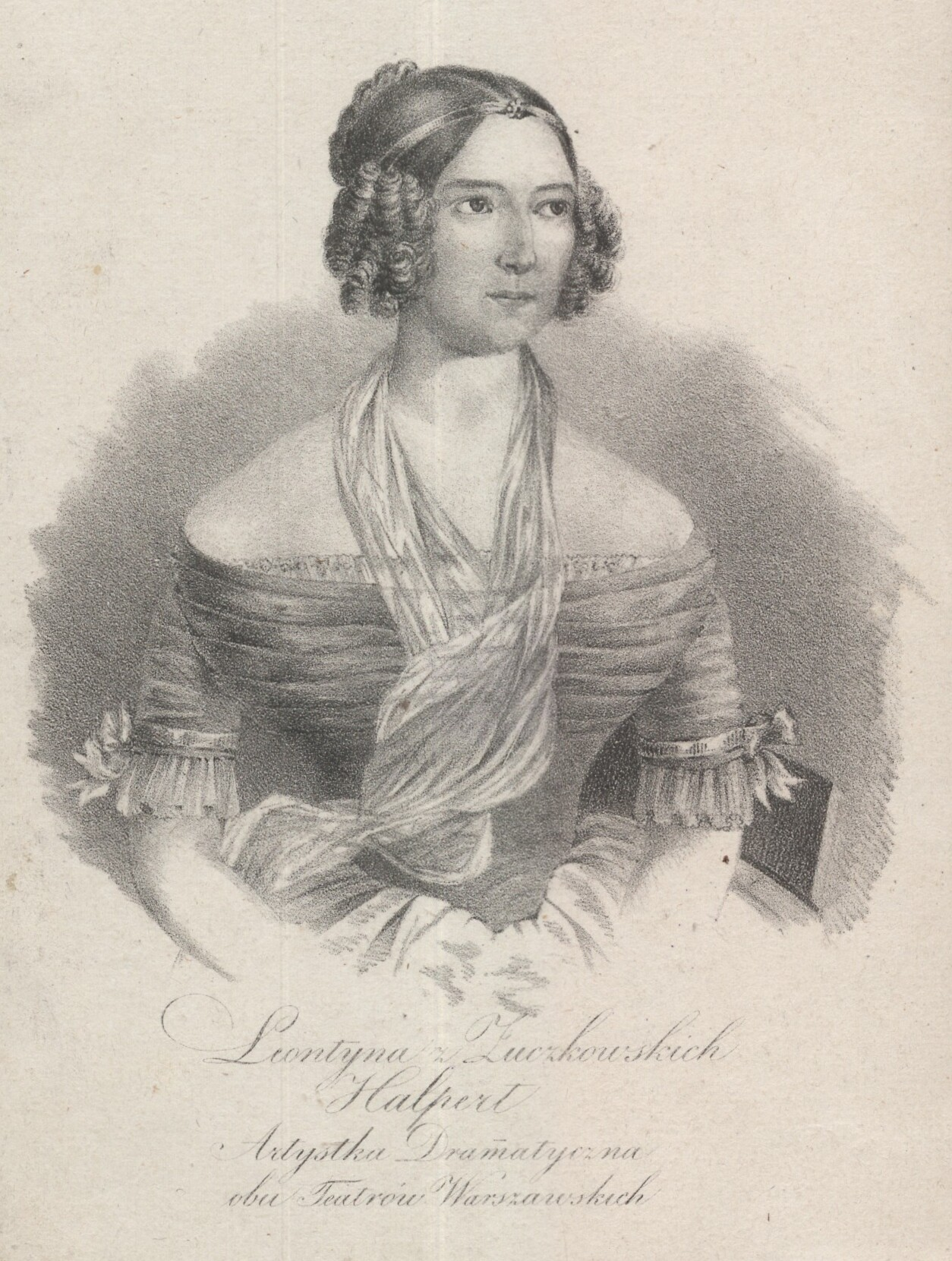
Леонтина Хальперт (урожденная Жучковская).